# English Masters 1981
Das English Masters 1981 im Badminton fand vom 22. bis 26. September 1981 in der Royal Albert Hall in London, England, statt. Das Einladungsturnier wurde nach seinem Sponsor Friend’s Provident Masters genannt.

## Finalresultate
| Disziplin    | Sieger                   | Finalist                         | Ergebnis          |
| ------------ | ------------------------ | -------------------------------- | ----------------- |
| Herreneinzel | Luan Jin                 | Prakash Padukone                 | 15:9, 15:8        |
| Dameneinzel  | Zhang Ailing             | Lene Køppen                      | 11:6, 11:12, 11:6 |
| Herrendoppel | Mike Tredgett Martin Dew | Thomas Kihlström Stefan Karlsson | 15:9, 2:15, 15:10 |
| Damendoppel  | Liu Xia Zhang Ailing     | Gillian Gilks Yoshiko Yonekura   | 15:10, 3:15, 15:6 |
| Mixed        | Mike Tredgett Nora Perry | Morten Frost Lene Køppen         | 15:5, 15:6        |